# Xanthoparmelia formosana
Xanthoparmelia formosana är en lavart som beskrevs av Kurok. Xanthoparmelia formosana ingår i släktet Xanthoparmelia och familjen Parmeliaceae.   Inga underarter finns listade i Catalogue of Life.